# Nephantis serinopa
Nephantis serinopa är en fjärilsart som beskrevs av Edward Meyrick 1905. Nephantis serinopa ingår i släktet Nephantis och familjen plattmalar. Inga underarter finns listade i Catalogue of Life.